# Magnit
Magnit (Магнит, "Magnet") er en russisk dagligvarekoncern. Den blev etableret i 1995 i Krasnodar af Sergej Galitskij. I 2016 havde virksomheden 12.434 butikker på 2.385 lokationer. Det inkluderer 9.715 convenience stores, 225 hypermarkeder, 2.337 Magnit Cosmetics butikker og 157 Magnit family stores. Virksomheden beskæftiger over 300.000 medarbejdere og havde i 2020 en omsætning på 21,5 mia. US $.
Marathon Group, ejet af Aleksandr Vinokurov, har siden 2021 været den største aktionær i Magnit.